# Valverde (Soria)
Valverde de Ágreda es una localidad de la provincia de Soria, partido judicial de Soria, comunidad autónoma de Castilla y León, España. Pueblo de la Comarca del Moncayo que pertenece al municipio de Ágreda. Desde el punto de vista jerárquico de la Iglesia católica forma parte de la diócesis de Osma, la cual, a su vez, pertenece a la archidiócesis de Burgos.

### Población por núcleos
Desglose de población según el Padrón Continuo por Unidad Poblacional del INE.
| Núcleos             | Habitantes (2013) | Varones | Mujeres |
| ------------------- | ----------------- | ------- | ------- |
| Ágreda              | 3078              | 1560    | 1518    |
| Aldehuela de Ágreda | 2                 | 2       | 0       |
| Fuentes de Ágreda   | 2                 | 2       | 0       |
| Valverde de Ágreda  | 52                | 29      | 23      |